# 2003 Harding
2003 Harding è un asteroide della fascia principale. Scoperto nel 1960, presenta un'orbita caratterizzata da un semiasse maggiore pari a 3,0599931 UA e da un'eccentricità di 0,1267121, inclinata di 1,86934° rispetto all'eclittica.
Denominato in onore dell'astronomo tedesco Karl Ludwig Harding.